# فرانسوی-کانادایی

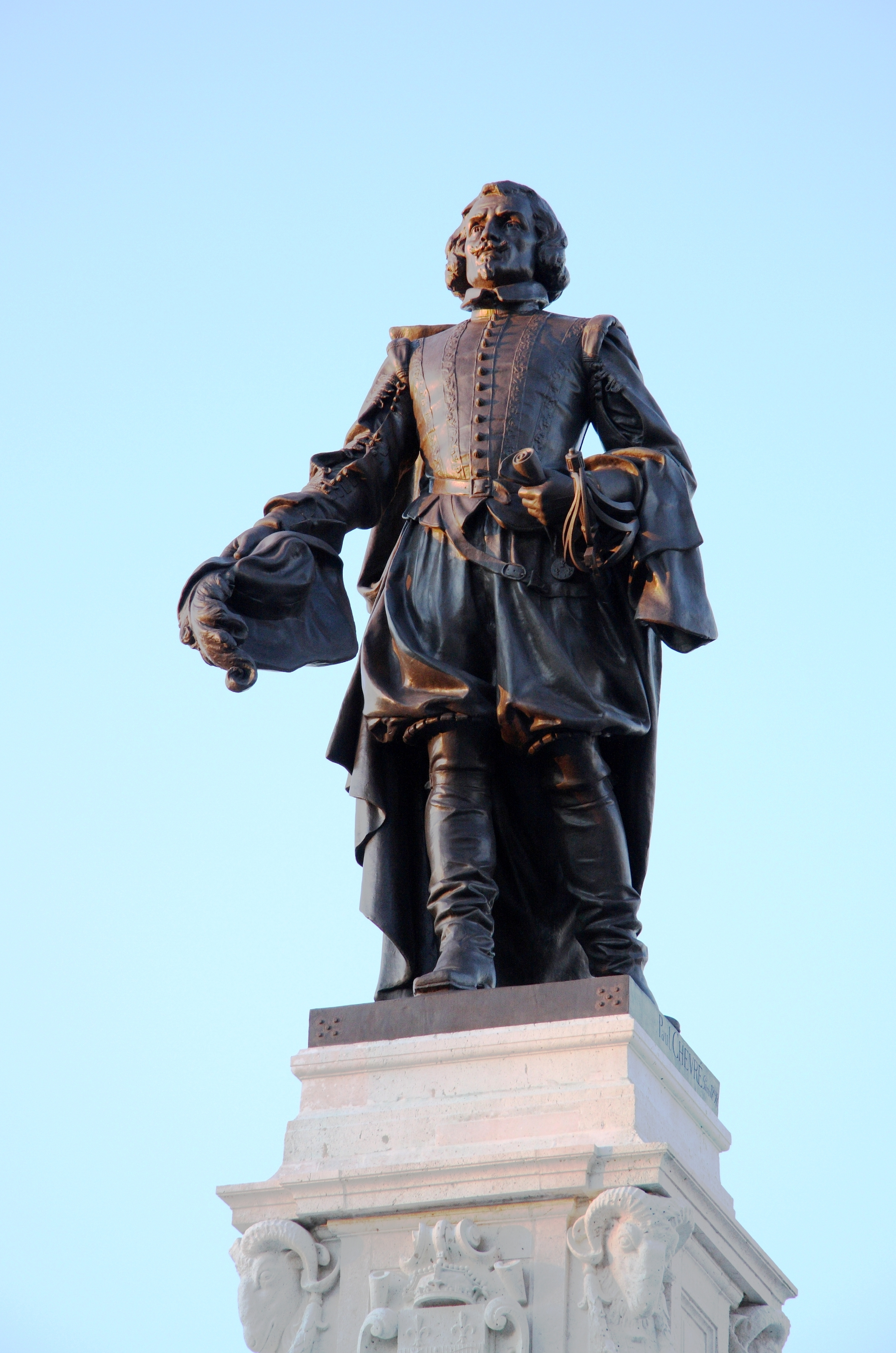
ساموئل دو شمپلین، بنیان‌گذار شهر کبک

فرانسوی-کانادایی عمدتاً به نوادگان اتباع فرانسوی که در میان قرون هفدهم و هجدهم میلادی ساکن فرانسه نو (کانادا) شدند، نسبت داده می‌شود. امروزه این گروه جمعیت غالب فرانسه زبانان در کانادا را تشکیل می دهند.
در اواسط قرن هجده میلادی، فرانسوی کانادایی ها، در آمریکای شمالی گسترش یافته و در مناطق و شهرهای گوناگون ساکن شدند. امروزه اکثریت آن‌ها در ایالات متحده آمریکا و کانادا ساکن هستند. استان کبک کانادا بزرگترین جمعیت فرانسوی-کانادایی‌ها را در بر دارد.

## نگارخانه
